# King Kong – Dämonen aus dem Weltall
King Kong – Dämonen aus dem Weltall (jap. ゴジラ対メガロ, Gojira tai Megaro, dt. „Godzilla gegen Megalon“) ist ein japanischer „Kaijū Eiga“ (Monsterfilm) aus dem Jahr 1973. Entgegen dem Titel hat der Film nichts mit dem Riesenaffen King Kong zu tun, den Titel erhielt der Film vom deutschen Verleih.

## Handlung
Als Erfinder Goro Ibuki mit Sohn Rokuro und Bruder Hiroshi ein Picknick am See macht, werden die drei von einem Seebeben überrascht. Auf der Nachhausefahrt empören sie sich über die Atombombentests, durch die das Beben verursacht wurde.
Durch die Atombombentests wird das Unterwasservolk Seetopia aufgeschreckt. Um die Menschen zur Beendigung der Tests zu veranlassen, bitten sie das Monster Megalon um Hilfe. Zusätzlich stehlen sie Goros neueste Erfindung, den Roboter Jet Jaguar (der im deutschen „King Kong“ genannt wird) und programmieren ihn um. Während Megalon unterwegs ist und auf seinem Weg einen Staudamm zerstört, schafft Goro es, Jet Jaguar per Funk wieder umzuprogrammieren. Dieser macht sich sofort auf den Weg zu Godzilla, damit dieser zu Hilfe komme. Verstärkung bekommen die Seetopianer aus dem Weltraum von Ungeheuer Gigan.
Kurz vor der nun bevorstehenden Auseinandersetzung wächst Jet Jaguar zu Hochhausgröße heran. Aus dem nun folgenden, auf einer Wiese stattfindenden Kampf gehen Godzilla und Jet Jaguar als Sieger hervor. Godzilla kehrt auf die Monsterinsel zurück, Jet Jaguar schrumpft wieder zu seiner normalen Größe zurück und begleitet seinen Erfinder mit dessen Familie nach Hause, dem Reich Seetopia widerfährt der Untergang.

## Hintergrund
Der Werbewirksamkeit wegen wurde der Roboter, der im japanischen Original „Jet Jaguar“ heißt, vom deutschen Verleih in „King Kong“ umbenannt. Als der Film 1976 in die amerikanischen Kinos kam und dort die Premiere von John Guillermins King Kong bevorstand, wurde für den Film, der in Amerika Godzilla vs. Megalon hieß, ebenfalls eine Anleihe bei King Kong gemacht. Ein Werbeplakat zeigte Godzilla und Megalon kämpfend auf den beiden Türmen des World Trade Centers (von dem der amerikanische Riesenaffe in Guillermins King-Kong-Fassung abgeschossen wird), obwohl keine der Szenen des Godzilla-Films in New York spielt. Doch diese Maßnahmen zahlten sich nicht aus: Godzilla vs. Megalon war in den USA der erste Godzilla-Film, der weniger als eine Million Besucher anzog.

## Erstaufführungen
- Japan 17. März 1973
- Deutschland 14. Dezember 1973

## Rezeption
Der Film spielte weltweit rund 10,6 Millionen US-Dollar ein.
Der Film hatte meist negative Bewertung bekommen. So beurteilten die Kritiker auf Rotten Tomatoes den Film zu 38 Prozent positiv. Noch ein schlechteres Ergebnis erzielte der Film beim Publikum, dort gefiel der Film nur 34 Prozent des Publikums.

„Serielle Science-Fiction-Abenteuer, oft unfreiwillig komisch.“